# كيكي بيكيت
كيارا شايلين "كيكي" بيكيت (مواليد 30 أبريل 1999) لاعبة كرة قدم أمريكية محترفة، تلعب كمدافعة مع نادي باي إف سي في الدوري الوطني لكرة القدم للسيدات (NWSL). لعبت في فريق ستانفورد كاردينال لكرة القدم الجامعية، واختارتها كانساس سيتي كارنت في المركز الرابع في مشروع الدوري الوطني لكرة القدم للسيدات لعام 2021.

## مسيرتها الجامعية
لعبت بيكيت في جامعة ستانفورد، حيث ساعدت فريق الكاردينال على الفوز بكأس الكلية للسيدات عامي 2017 و2019. وفي مباراة النهائي لعام 2019، سجلت ركلة الترجيح الحاسمة ضد نورث كارولينا. في أبريل 2021 اختيرت بيكيت كأفضل لاعبة دفاعية في مؤتمر باك-12 لموسم 2020.